# Helene Williams
Helene Williams-Spierman ist eine US-amerikanische Sängerin.
Williams gründete mit ihrem damaligen Ehemann Michael Spierman die Bronx Opera, wo sie 1976 Leonard Lehrman kennenlernte. Sie profilierte sich als Konzert- und Opernsängerin und erhielt 1987 die Titelrolle in Lehrmans Musical E.G.: A Musical Portrait of Emma Goldman, mit der sie in Nord- und Lateinamerika, Europa, Israel und Australien auftrat. Nach jahrelanger Zusammenarbeit (u. a. bei den Musicals New World und Superspy!: The S-e-c-r-e-t Musical) heiratete sie Lehrman im Jahr 2002.
Mit Lehrman gründete sie die Court Street Music in Valley Stream, Long Island, und die Opera/Musical Theatre Special Interest Group der The Naturist Society. Außerdem unterrichtet sie am Queensborough Community College (Accent Reduction In English Speech) und am City College of New York (Drama). Als Sängerin war sie Finalistin der Artists International Competition und Gewinnerin des Bronx Council on the Arts Award. Aufnahmen von ihr erschienen bei den Labels Capstone, Opus One, Premier und Original Cast Records.